# Cascina
Cascina is een gemeente in de Italiaanse provincie Pisa (regio Toscane) en telt 45.373 inwoners (31-5-2017). De oppervlakte bedraagt 79,2 km², de bevolkingsdichtheid is 573 inwoners per km².

## Demografie
Cascina telt ongeveer 15285 huishoudens. Het aantal inwoners steeg in de periode 1991-2001 met 5,7% volgens cijfers uit de tienjaarlijkse volkstellingen van ISTAT.
| Jaar | Inwoneraantal |
| ---- | ------------- |
| 1991 | 36.301        |
| 2001 | 38.359        |

## Geografie
De gemeente ligt op ongeveer 8 m boven zeeniveau.
Cascina grenst aan de volgende gemeenten: Calcinaia, Collesalvetti (LI), Crespina, Lari, Pisa, Pontedera, San Giuliano Terme, Vicopisano.